# وزارة الصناعة (الجزائر)
وزارة الصناعة هي الوزارة الجزائرية التي تهتم بالمسائل المتعلقة بالصناعة بالحكومة الجزائرية.

## المهام
- يعد ويقترح سياسات ترقية وتطوير المـؤسـسة الاقتصادية الصناعية والإنتاج الصناعي الوطني والفروع الصناعية وتنفيذها والسهر على تطبيقها وضمان متابعتها.
- يطور ويقوي النسيج الصناعي الوطني.
- يشجع التنافسية الصناعية بوضع نظام وطني للابتكار وبرنامج وطني لتأهيل المؤسسات يهدف إلى رفع كفاءة الموارد البشرية وترقية الحصول على التكنولوجيا والمهارة بالاتصال مع القطاعات والهيئات المعنية.
- يشجع تطوير التقييس والملكية الصناعية والقياسة والاعتماد والأمن الصناعي.
- يعد ويقترح سياسة تسيير مساهمات الدولة في القطاع العمومي الصناعي ويسهر على تنفيذها.
- يتخذ جميع التدابير التي من شأنها ترقية الاستثمار الإنتاجي والانتشار الفضائي للتنمية الصناعية ويسهر على تطبيقها.
- يشجع ويضمن الحرية والتسهيل في إنجاز الاستثمارات.
- يرقي و/ أو يشارك في برامج الشراكة الصناعية والمالية والتجارية والخدماتية من أجل تحسين الفعالية الاقتصادية والنمو.
- ينظم إطار الاستشراف وترقية اليقظة التكنولوجية في مجال الصناعة والمناجم
- يشجع بروز محيط اقتصادي وتقني وعلمي وقانوني ملائم لتنمية المؤسسة الاقتصادية.
- يوفر الشروط الضرورية لبروز مؤسسات صغيرة ومتوسطة جديدة ويسهل تكيفها مع التكنولوجيات الجديدة.
- يحسن ويسهل حصول المؤسسات الصغيرة والمتوسطة على التمويلات الملائمة.
- يسهر على تسيير الصناديق والآليات المالية للدعم والمساندة المخصصة لتطوير قطاع الصناعة والمؤسسات الصغيرة والمتوسطة والاستثمار.
- يدعم ويشجع البرامج المخصصة لضمان ترقية الإنتاج الوطني وتنميته.
- يسهر على تطوير المنشآت الجيولوجية والبحث الجيولوجي والمنجمي واستغلال وتثمية الموارد المنجمية.

## الوزراء
- عبد السلام بوشوارب (14 مايو 2015 إلى 25 مايو 2017) (وزير الصناعة والمناجم)
- محجوب بدة (25 مايو 2017 إلى 15 اغسطس 2017) (وزير الصناعة والمناجم)
- يوسف يوسفي (17 اغسطس 2017[2] إلى 31 مارس 2019) (وزير الصناعة والمناجم)
- لطفي بن باحمد (23 يونيو 2020 إلى الآن) (وزير الصناعة الصيدلانية)